# 709
709（七百九、ななひゃくきゅう）は自然数、また整数において、708の次で710の前の数である。

## 性質
- 709は127番目の素数である。1つ前は701、次は719。
  - 約数の和は710。
- 31番目のスーパー素数である。1つ前は617、次は739。
- 10進数表記において桁を逆に並べても素数となる22番目のエマープである。 1つ前は701、次は733。
- 70…09 の形の最小の素数である。次は70009。ただし挟まれた数は無くてもいいとすると最小は79。(オンライン整数列大辞典の数列 A101130)
- 709 = 100 × 7 + 9
  - n = 7 のときの 100n + 9 の形で表せる4番目の素数である。1つ前は509、次は809。(オンライン整数列大辞典の数列 A166560)
- 1/709 は循環節の長さ708の循環小数になる。
  - 逆数が循環小数になる数で循環節が708になる最小の数である。次は1418。
  - 循環節が n − 1 である巡回数を作る46番目の素数である。1つ前は701、次は727。
- 各位の和が16になる43番目の数である。1つ前は691、次は718。 
  - 各位の和が16になる数で素数になる12番目の数である。1つ前は691、次は727。(オンライン整数列大辞典の数列 A106757)
- 709 = 152 + 222
  - 異なる2つの平方数の和で表せる211番目の数である。1つ前は706、次は712。(オンライン整数列大辞典の数列 A004431)
- 709 = 62 + 122 + 232 = 92 + 122 + 222
  - 3つの平方数の和2通りで表せる153番目の数である。1つ前は708、次は712。(オンライン整数列大辞典の数列 A025322)
  - 異なる3つの平方数の和2通りで表せる137番目の数である。1つ前は694、次は715。(オンライン整数列大辞典の数列 A025340)
- 709 = 23 + 43 + 53 + 83
  - 4つの正の数の立方数の和で表せる190番目の数である。1つ前は704、次は711。(オンライン整数列大辞典の数列 A003327)
  - 異なる正の数の4つの立方数の和1通りで表せる42番目の数である。1つ前は702、次は711。(オンライン整数列大辞典の数列 A025408)

## その他 709 に関連すること
- 西暦709年
- 紀元前709年
- IBM 709
- 709SC
- 709事件